# (5067) Occidental
(5067) Occidental (1990 OX) – planetoida z pasa głównego asteroid okrążająca Słońce w ciągu 4,7 lat w średniej odległości 2,8 j.a. Odkryta 19 lipca 1990 roku.